# Infurcitinea belviella
Infurcitinea belviella is een vlinder uit de familie echte motten (Tineidae). De wetenschappelijke naam is voor het eerst geldig gepubliceerd in 1980 door Gaedike.
De soort komt voor in Europa.